# Marie Quat'Poches
Marie Quat'Poches est une série télévisée québécoise en seize épisodes de 25 minutes diffusée originellement durant la saison 1967-1968 de l'émission La Boîte à Surprise à la Télévision de Radio-Canada, et rediffusée à de multiples occasions.

## Synopsis
De nouveaux voisins se sont installés près de Marie Quat'Poches, entre autres, un général en exil, fomenteur de révolutions.
« Marie Quat'Poches a des idées plein La caboche, qui lui servent souvent à tirer ses amis d'embarras. Le général Tortillas, qui rêve de renverser le gouvernement du San Matador, incarne le courage et le goût du risque et possède une imagination infatigable. Pour arriver à ses fins, il met au point les gadgets les plus fantaisistes, qui suscitent l'étonnement de Mme Anselme, d'une curiosité maladive, ou de la pauvre Naphtaline. Heureusement, Marie Quat'Poches, aidée de M. Florian, est toujours là pour arranger les choses. »

## Origine des personnages
Dans le télé-horaire La Semaine à Radio-Canada , la saison la saison 1960-1961 de La Boîte à Surprise est très détaillée et nous pouvons affirmer que le personnage de Marie Quat'Poches n'y apparaît pas.
Le télé-horaire La Semaine à Radio-Canada ne documente pas suffisamment les saisons 1961-1962 et 1962-1963 de La Boîte à Surprise pour déterminer si Marie Quat'Poches y apparaît ou non. Cependant, lors de la 1000e épisode de Bobino (saison 1963-1964), les noms de plusieurs personnages de La Boîte à Surprise sont mentionnés et parmi ceux-ci nous retrouvons Marie Quat'Poches et Naphtaline.
Les télé-horaires La Semaine à Radio-Canada et Ici Radio-Canada indiquent la présence de Marie Quat'Poches dans La Boîte à Surprise lors des saisons 1964-1965 à 1966-1967. Lorsque présent à l'émission, chaque prestation des personnages durait de 10 à 15 minutes. Nous retrouvions Marie Quat'Poches (Jani Pascal), Naphtaline (Gisèle Mauricet) et Casimir (Jean-Louis Millette) généralement dans un décor qui consistait en la maison de Marie Quat'Poches et la cour de sa maison. Quelquefois, Monsieur Surprise intervenait dans les histoires.
Le coffret DVD de Radio-Canada : Cinquante ans de grande télévision jeunesse présente un épisode d'une quinzaine de minutes de cette période :
- « Le pique-nique ». Marie Quat'Poches, Casimir et Nathtaline se préparent pour un pique-nique. Mais Casimir veut ramasser le plus de capsule de boisson gazeuse possible afin d'offrir un présent à Marie Quat'Poches. (date de diffusion indéterminée)

Le personnage de Marie Quat'Poches fut créé par Jani Pascal. Les textes des épisodes d'une quinzaine de minutes ont été écrits principalement par Jani Pascal et Jean-Louis Millette.
Pour la saison 1967-1968, à partir du mois d'octobre 1967, le format de La Boîte à Surprise est modifié. Désormais, Monsieur Surprise ne fait plus l'animation et on ne présente qu'une seule série par épisode qui dure de 20 à 25 minutes. Chaque épisode commence avec le générique de La Boîte à Surprise. Roland Lepage décide de reprendre la série Marie Quat'Poches en ajoutant de nouveaux personnages : Le Général Tortillas (Yvon Thiboutot), Florian Latullippe (Roland Lepage) et Madame Anselme (Lucille Papineau). Casimir joué par Jean-Louis Millette ne participera plus à l'émission. Uniquement seize épisodes seront produites.
Michel Cailloux écrira le thème musical de l'émission sur une musique de Herbert Ruff.
La série sera rediffusée en utilisant le nouveau générique et crédit propre à la série.

## Liste des épisodes
Le premier épisode de la série fut diffusé le 20 octobre 1967, à 16 h 30. Malheureusement, le titre n'était pas indiqué.
1. « Les Émeraudes en papillotes ». Diffusion: le vendredi 10 novembre 1967, à 16:30.
2. « La chasse aux souris ». Diffusion: le vendredi 17 novembre 1967, à 16:30.
3. « Le Billet de loterie ». Diffusion: le vendredi 24 novembre 1967, à 16:30.
4. « Opération pastèques ». Diffusion: le vendredi le 1er décembre 1967, à 16:30.
5. « Le Poison ». Diffusion: le vendredi 8 décembre 1967, à 16:30.
6. « La Pendule mystérieuse ». Diffusion: le vendredi 15 décembre 1967, à 16:30.
7. « La Casserole de San-Matador ». Diffusion: le vendredi 22 décembre 1967, à 16:30.
8. « La Dinde farcie ». Marie Quat’Poches doit faire une dinde farcie pour un repas où elle a invité tous ses amis. Durant la journée, trois dindes lui seront livrées chez-elle dont une contenant des explosifs à l’intention du général Tortillas… Diffusion: le vendredi 29 décembre 1967, à 16:30.
9. « L'Insaisissable Protée ». Diffusion: le vendredi 5 janvier 1968, à 16:30.
10. « La Course aux timbres ». Le général Tortillas se voit confier une forte somme pour le comité central de « l’organisatione ». Il décide de convertir la somme en timbres de grande valeur et les confie à Marie Quat’Poches. Malheureusement, Naphtaline croyant qu’il s’agit de timbre prime les utilise pour sa collection. Diffusion: le vendredi 19 janvier 1968, à 16:30.
11. « La Montre ». Diffusion: le vendredi 9 février 1968, à 16:30.
12. « Les Surprises du tango ». Diffusion: le vendredi 16 février 1968, à 16:30.
13. « La Drogue ou la formule ». Diffusion: le vendredi 5 juillet 1968, à 16:30.
14. « Martiens, fantômes et fantaisies ». Diffusion: le vendredi 23 août 1968 à 16:30.
15. « La Femme de ménage ». Diffusion: le vendredi 6 septembre 1968, à 16:30.
16. « Le Coq pondeur ». Diffusion: le vendredi 13 septembre 1968, à 16:30.

Source : Tous les renseignements sont tirés du télé-horaire Ici Radio-Canada - horaire de la télévision et de la Cinémathèque québécoise.

## Distribution
- Jani Pascal : Marie Quat'Poches
- Yvon Thiboutot : Général Tortillas
- Roland Lepage : Florian Latulippe
- Gisèle Mauricet : Naphtaline
- Lucille Papineau : Madame Anselme

Note : nous retrouvons également Jean-Louis Millette dans le rôle de Casimir lors des épisodes précédents la saison 1967-1968 de La Boîte à Surprise.

## Fiche technique
- Scénarisation : Michel Cailloux, Roland Lepage et Jani Pascal
- Réalisation : Guy Hoffmann
- Musique : Les paroles sont de Michel Cailloux et la musique est de Herbert Ruff[10].
- Société de production : Société Radio-Canada

## Vidéographie
DVD
Radio-Canada : Cinquante ans de grande télévision jeunesse, Imavision, 2007 (incluant diverses séquences d’archives inédites en DVD, biographies, quiz et synopsis)
- Disque 1 : 1. Pépinot : Le pont de la rivière; 2. La Boîte à Surprise - Le Pirate Maboule : Loup-Garou garde le magasin;3. La Boîte à Surprise - Marie Quat’Poches : Le pique-nique; 4. Sol et Gobelet : Le fakir
- Disque 2 : 1. Le Major Plum Pouding : La double trahison; 2. La Souris verte : Le conte d’amateur; 3. Picotine : La limonade miracle; 4. Picolo : Le faux dentiste
- Disque 3 : 1. Bidule de Tarmacadam : Le combat de boxe; 2. La Ribouldingue : Une personne sonne; 3. Grujot et Délicat : Le hot-dog; 4. Fanfreluche : La perle ; 5. Bobino : Les vacances

La Boîte à souvenirs: Volume 1, Classique jeunesse de Radio-Canada, 2008
Disque 1
- Fanfreluche : Des souliers neufs pour Fanfreluche suivi de Père Noé
- Sol et Biscuit : Les nouvelles suivi de Michel le magicien
- Grujot et Délicat : Le silence et le bruit suivi de Histoire du petit tambour
- Le pirate Maboule : Vite les suçons suivi de Mademoiselle
- Marie Quat'Poches : La dinde farcie
- Picolo : Le vin de cerises

Disque 2
- Les carnets du Major Plum-Pouding : Les talents de l'étalon et La formule secrète
- Picotine : Un papillon pour Naimport Tequoi
- La Ribouldingue : L'hypnotisme
- Bobino : Le gâteau de Bobinette, La journée internationale de la musique, La machine volante et Les affiches de sport

Suppléments
Capsules nostalgie : Paul Buissonneau, Edgar Fruitier, Benoît Girard, Kim Yaroshevskaya, Élizabeth Chouvalidzé, André Montmorency et Linda Wilscam